# Редуайн, Стэнли
Стэнли Редуайн (англ. Stanley Redwine; род. 10 апреля 1961) — американский легкоатлет, специалист по бегу на средние дистанции. Выступал за сборную США по лёгкой атлетике в 1983—1996 годах, обладатель двух серебряных медалей Игр доброй воли, двукратный бронзовый призёр Панамериканских игр, победитель и призёр первенств национального значения, участник чемпионата мира в Риме. Тренер по лёгкой атлетике.

## Биография
Стэнли Редуайн родился 10 апреля 1961 года.
Занимался бегом в Университете Арканзаса, состоял в местной легкоатлетической команде «Арканзас Рейзорбэкс», неоднократно принимал участие в различных студенческих соревнованиях.
Будучи студентом, в 1983 году представлял Соединённые Штаты на Универсиаде в Эдмонтоне, где в финале бега на 800 метров финишировал восьмым. Также в этом сезоне принял участие в Панамериканских играх в Каракасе, откуда привёз награду бронзового достоинства.
В 1986 году в дисциплине 800 метров выиграл серебряные медали на чемпионате США в Юджине и на впервые проводившихся Играх доброй воли в Москве — в обоих случаях его обошёл Джонни Грей.
В 1987 году занял четвёртое место на чемпионате мира в помещении в Индианаполисе, получил серебро на чемпионате США в Сан-Хосе, взял бронзу на Панамериканских играх в Индианаполисе, тогда как на чемпионате мира в Риме остановился на стадии четвертьфиналов.
В 1989 году был четвёртым на чемпионате мира в помещении в Будапеште и вторым на чемпионате США в Хьюстоне.
В 1991 году показал четвёртый результат на чемпионате мира в помещении в Севилье.
На чемпионате США 1994 года в Ноксвилле пришёл к финишу вторым позади Марка Эверетта. На Играх доброй воли в Санкт-Петербурге так же завоевал серебряную награду, уступив на сей раз россиянину Андрею Логинову.
Пытался пройти отбор на домашние Олимпийские игры 1996 года в Атланте, но на отборочном турнире занял лишь пятое место и на этом завершил спортивную карьеру.
Впоследствии проявил себя на тренерском поприще, в течение многих лет возглавлял легкоатлетическую команду «Канзас Джейхокс» Канзасского университета. В 2013 году, после того как женская университетская команда выиграла общий зачёт чемпионата Национальной ассоциации студенческого спорта (NCAA), Редуайна признали лучшим женским тренером года.